# Fram (Paraguay)
Fram o Colonia Fram es un municipio situado en el departamento de Itapúa de Paraguay. Dista de la ciudad de Encarnación 46 km, de Carmen del Paraná 22 km y está a 18 km de la Ruta 1 «Mariscal Francisco Solano López» y de la Ruta 6 «Dr. Juan León Mallorquín» 54 km (a la altura de Capitán Miranda).

## Toponimia
Fram proviene de la palabra noruega que significa «Adelante», también hace referencia al nombre de la famosa nave que llevó al explorador noruego Fridtjof Nansen y a su tripulación a la banquina ártica, en 1893. La ciudad de Fram es conocida como «La Capital del trigo», mote que se ganó por ser una zona de gran producción triguera desde su fundación.

## Historia
Fram fue fundada por Pedro Cristophensen, noruego, el 20 de marzo de 1927, junto con Mateo Sánchez, oriundo de Carmen del Paraná «La Capital del arroz». El antiguo nombre del lugar era Apereá. Se encuentra localizada en 26°59′00″S 55°53′00″O / -26.98333, -55.88333 y una altitud de 195 m s. n. m.

## Etnias
La ciudad de Fram está constituida por un conjunto de personas que comparten rasgos culturales, idioma, religión, festividades, expresiones artísticas como música, vestimenta, nexos históricos, tipo de alimentación, etcétera. Sin embargo, no todos poseen el mismo origen. La mayoría[cita requerida] de las personas son descendientes de rusos, ucranianos, polacos y criollos. Los idiomas más importantes son: ucraniano, ruso, polaco, español y guaraní. Típicamente los descendientes de europeos hablan los tres primeros y los criollos los dos últimos.

## Religión

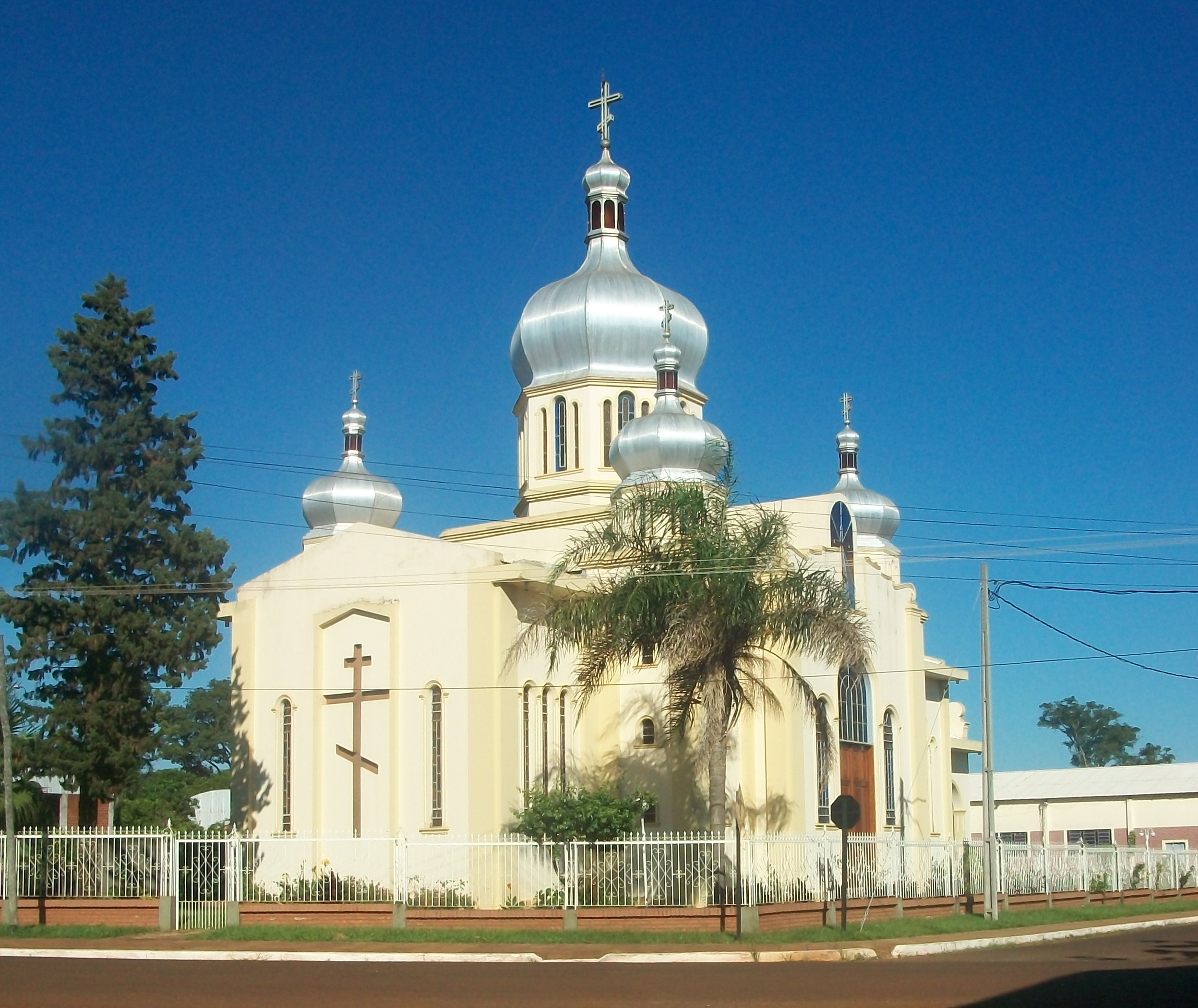
Basílica ortodoxa «Epifanía del Señor»

La religión mayoritaria es el cristianismo, destacándose las ramas ortodoxa ucraniana y católica.
En este distrito se encuentra la Basílica ortodoxa «Epifanía del Señor».

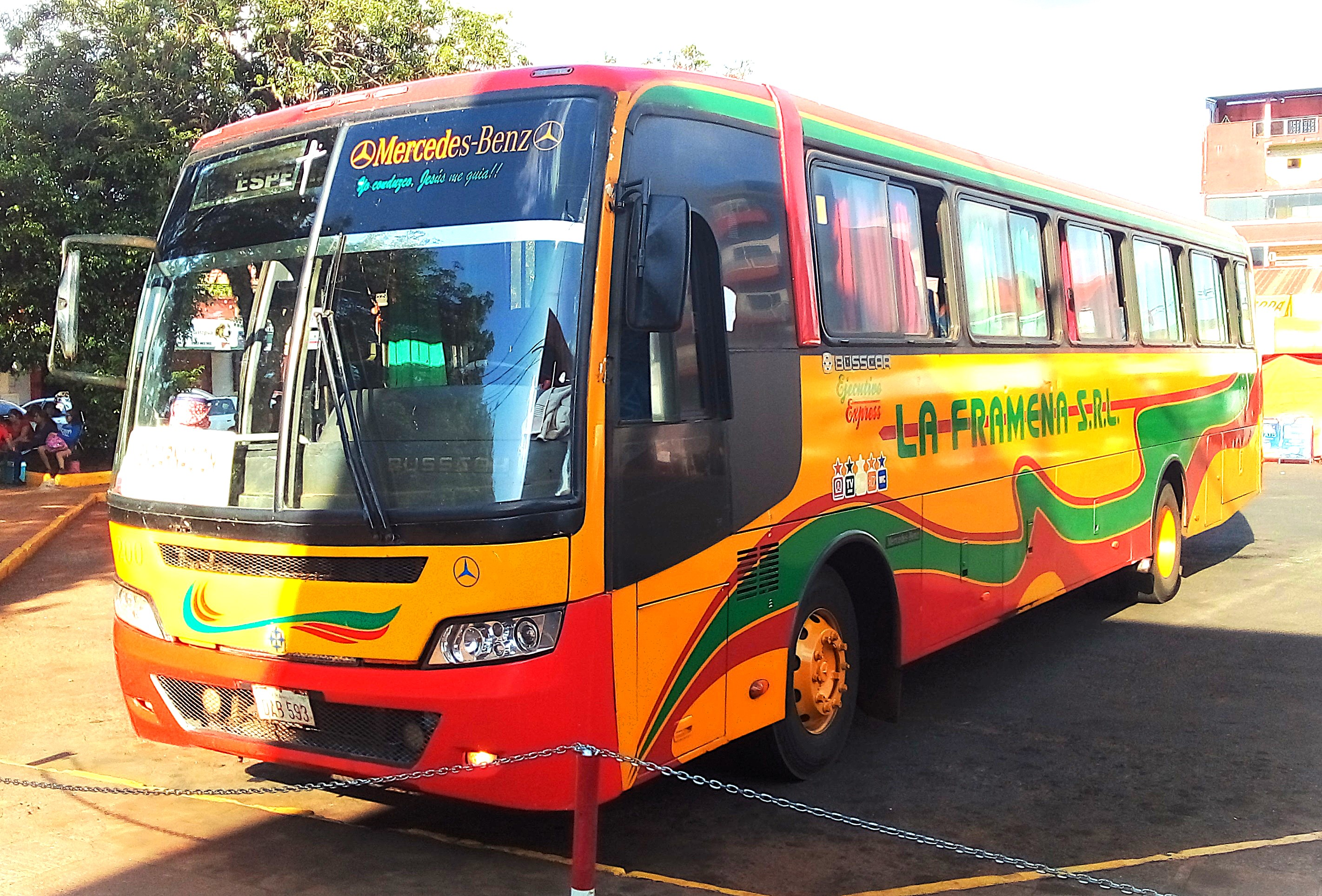
Colectivo de La Frameña, cuyo recorrido une Fram con la capital departamental, Encarnación.

## Demografía
Fram cuenta con 8 357 habitantes en total, según datos oficiales del censo paraguayo de 2022.

## Economía
Han experimentado importantes avances en los últimos años, convirtiéndose en un polo de desarrollo nacional por la sinergia entre los actores comunitarios y el sector empresarial.
Sus principales rubros económicos son la explotación agrícola, la agroindustria, la ganadería, contando con la mayor producción de cerdos del país.

## Deportes
El deporte más popular del municipio es el fútbol, donde su mayor representante es el Club Guaraní de Fram, que milita actualmente en la Segunda División del fútbol paraguayo.
Se encuentra en los primeros lugares en cuanto al ingreso per cápita a nivel país.